# Forma de retenção
Em Dentística, forma de retenção é a forma dada à cavidade para torná-la capaz de reter a restauração, evitando o seu deslocamento.